# Bethany England
Bethany England (Barnsley, 3 giugno 1994) è una calciatrice inglese, centrocampista o attaccante del Tottenham e della nazionale inglese.

## Palmarès

### Club
- Campionato inglese: 3

Chelsea: 2019-2020, 2020-2021, 2021-2022
- FA Women's Cup: 2

Chelsea: 2020-2021, 2021-2022
- FA Women's League Cup: 2

Chelsea: 2019-2020, 2020-2021
- FA Women's Community Shield: 1

Chelsea: 2020

### Nazionale
- Campionato d'Europa: 1

2022